# Percewal z Walii, czyli Opowieść o Graalu

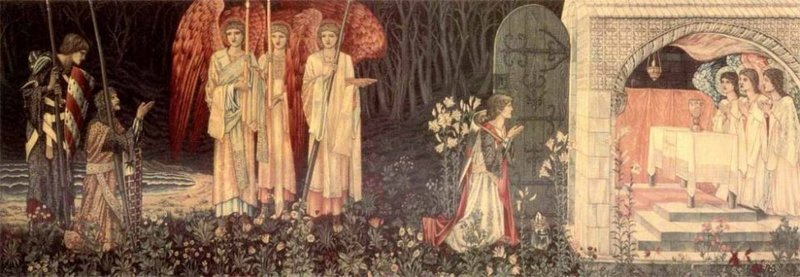
Wizja świętego Graala. Obraz Williama Morrisa. 1890. Muzeum Birmingham

Percewal z Walii, czyli Opowieść o Graalu (fr. Perceval ou le Conte du Graal) – piąta powieść francuskiego pisarza Chrétiena de Troyes. Napisał ją około 1181 roku i dedykował hrabiemu z Flandrii, Filipowi Alzackiemu, swojemu opiekunowi, ale nie ukończył jej. Opowiada ona historię Percewala, młodego mężczyzny, który został rycerzem. Jego celem było odnalezienie Graala.
Chrétien napisał ten utwór na podstawie źródła dostarczonego przez Filipa. Poemat opowiada przygody i doznania młodego rycerza Percewala i kończy się gwałtownie po zaledwie 9000 wersów. Inni autorzy dodali do oryginału 54 tys. wersów. Percewal jest pierwszą opowieścią, w której napomina się o Świętym Graalu.

## Fabuła

### Prolog
Chrétien rozpoczyna swoją opowieść, którą ułożył dla Filipa, hrabiego Flandrii, od pochwały swego protektora, którego stawia wyżej od Aleksandra Wielkiego. Jego pan nie słucha obmowy, płochego gadania, ani sprośnych żartów. Miłuje prawo, sprawiedliwość, wierność, czci Kościół Święty. Jest bardziej szczodry niż się uważa, bo idąc za wskazaniami Ewangelii, tak rozdaje dary, żeby „nie wiedziała lewica co czyni prawica”. Czyż więc nie jest wart więcej niż Aleksander Wielki, który nigdy nie troszczył się o dobre uczynki? Chrétien sądzi, że trud jego nie pójdzie na marne, skoro z rozkazu tak znakomitego męża ułożył w rymy najpiękniejszą opowieść jakiej kiedykolwiek słuchano: opowieść o Graalu. Pan miłościwy dał mu o tym księgę.

### Przygody Percewala

#### Walijskie pacholę
Któregoś wiosennego dnia walijski chłopak okulbaczył konia, wziął trzy oszczepy i wybrał się doglądać sług. Po drodze spotkał rycerzy, którzy nadciągali z wielkim hałasem. Zrazu pomyślał, że to diabły. Kiedy jednak wyłonili się z gęstwiny uznał, że nic piękniejszego dotąd nie widział. A że matka mówiła mu, że najpiękniejszy na świecie jest Bóg, uznał, że to Bóg i Jego aniołowie i postanowił oddać mu hołd. Z rozmowy dowiedział się, że nadjeżdżający mężczyzna jest rycerzem, że broń, którą w ręku trzyma nie służy jak oszczep do rzucania, że rycerze nie rodzą się w zbroi, ale otrzymują ją w dniu pasowania na rycerza przez króla. Król nazywa się Artur i mieszka w Karduelu. Chłopiec wrócił do domu i skoro matce powiedział, co go spotkało, ta zemdlała. Była żoną znacznego rycerza, który po śmierci króla Uterpendragona musiał uchodzić ze swych włości i schronić się w Przeklętym Lesie. Dwaj starsi synowie zginęli potem w zasadzce, a ojciec umarł ze zgryzoty po nich. Wtedy matka postanowiła, że najmłodszego syna wychowa z dala od rycerstwa. Ale chłopiec prawie jej nie słuchał, chciał coś zjeść i jechać do króla. Matka sporządziła więc dlań wyprawę: skórzane spodnie, kaftan i czapkę. Dała mu też na odjezdnym rady: żeby zawsze bronił białogłów w potrzebie, a jeśli która zechce mu dać pocałunek lub pierścień, żeby przyjął, żeby kogo spotka pytał go o imię i zawsze wstępował do kościołów i klasztorów. Dopytawszy się cóż to są kościoły i klasztory i kim był Jezus Chrystus, pożegnał się z matką i wyruszył w drogę. Kiedy się odwrócił, zobaczył, że matka padła na progu bez zmysłów. Nie miał jednak czasu, by zawracać.

#### Pierwszy pobyt na dworze króla Artura

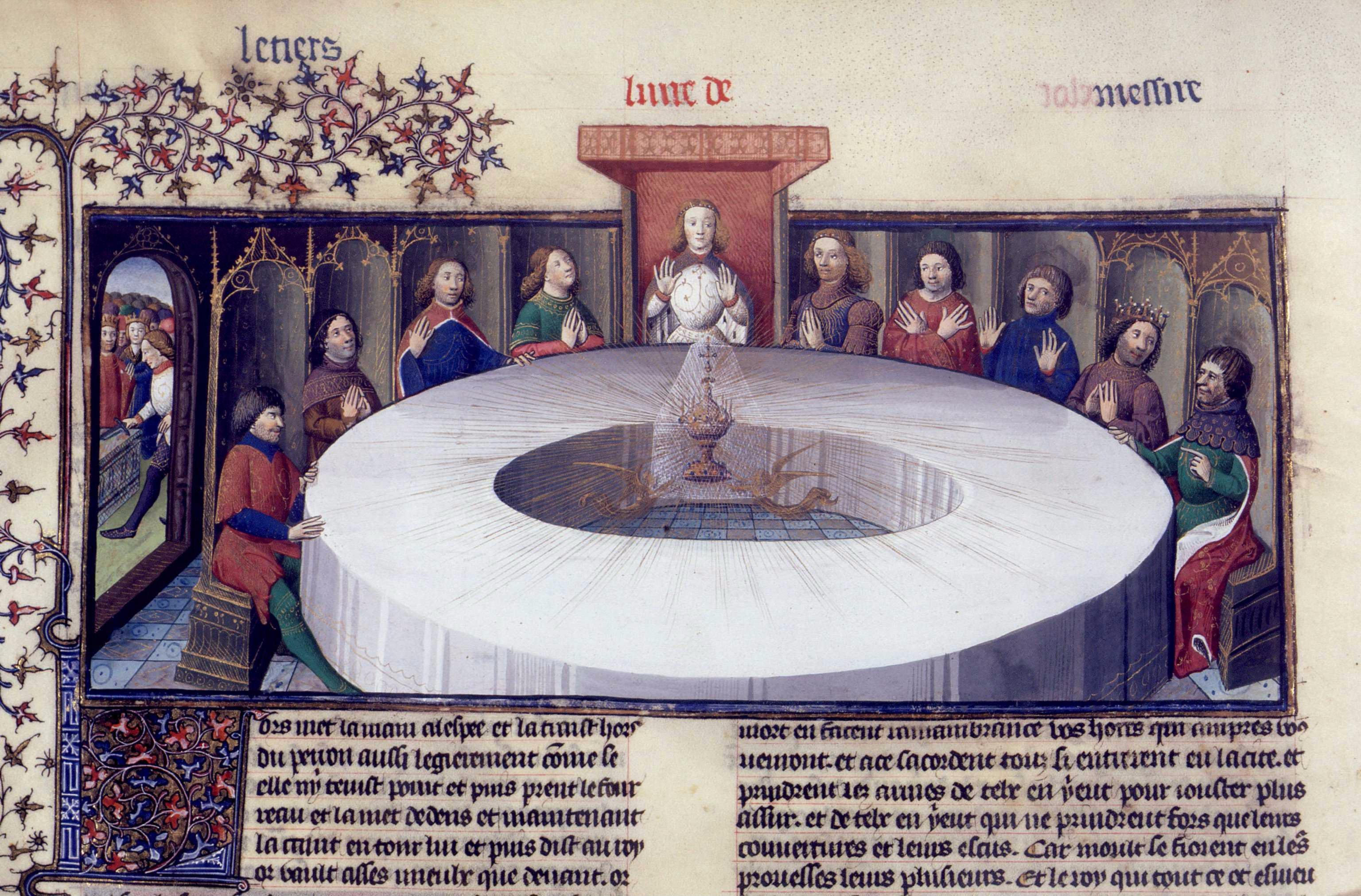
Pojawienie się świętego Graala przed rycerzami Okrągłego Stołu. XV-wieczny manuskrypt

Po drodze młodzieniec natknął się na piękny namiot, który wziął za kościół. Wewnątrz na łożu spoczywała piękna kobieta. Pamiętając na przestrogi matki chłopak obsypał ją pocałunkami i zabrał pierścień. Zjadł z apetytem trzy pasztety, popił winem i odjechał. Zazdrosny przyjaciel niewiasty poprzysiągł, że odtąd będzie ona pieszo podążać za jego koniem w jednej sukni do czasu, aż pomści zniewagę. Tymczasem młodzieniec dotarł do Karduelu. Przed zamkiem na wspaniałym koniu stał Purpurowy Rycerz z Lasów Kinkerojskich i lżył króla Artura. Bohater spostrzegłszy rycerza postanowił udać się co prędzej do króla i prosić go by dał mu jego zbroję. Król tak był zmartwiony groźbami Purpurowego Rycerza, że nie zwrócił uwagi na pojawienie się młodego człowieka. Słysząc prośbę chłopaka marszałek Keu szydził z niego, a widząc, że jedna z panien dworskich uśmiecha się do niego spoliczkował ją i wrzucił do paleniska błazna, który przepowiedział, że ten do kogo ona się uśmiechnie zostanie najsłynniejszym rycerzem. Młodzieniec tymczasem zawrócił i lecąc na koniu trzykroć zawołał do rycerza, by się przygotował do walki. Uderzony kopią przeciwnika, wbił mu oszczep w oko i pozbawił życia. Nie umiał niestety zdjąć zbroi z pokonanego i gdyby nie pomoc Yoneta pozostałby bez zbroi. Założywszy wreszcie zbroję na swój kaftan i przypiąwszy ostrogi do drewnianych butów odjechał, prosząc, by przekazać, że pewnego dnia powróci i pomści na marszałku zniewagę jaką wyrządził damie.

#### Walijskie pacholę zostaje rycerzem
W dalszej podróży młodzieniec trafił na zamek Gornemanta z Goortu. Pan zamku ujęty prostodusznością młodzieńca podjął się nauczyć go rycerskiego rzemiosła. Chłopak jeszcze tego samego dnia opanował sztukę kierowania koniem i używania kopii; szermierki nauczył się już wcześniej, w domu matki, trenując na deskach i poduszkach. Pan zamku zaprosił go więc na wieczerzę i nakłaniał, by został przynajmniej przez miesiąc. Młody bohater zaniepokojony omdleniem matki odpowiedział, że nie mógłby zostać na dłużej pod czyimś dachem nie dowiedziawszy się czy matka żyje. Następnego dnia Gornemant pasował młodzieńca na rycerza, skłonił go też do porzucenia domowych ubiorów. Dał mu też kilka rad: by zawsze darował życie proszącemu go o łaskę, by był powściągliwy w mowie i służył dobrą radą niewiastom i by ni powtarzał, że tego go nauczyła matka, aby go nie wzięto za prostaka. Przeżegnany znakiem krzyża młody rycerz w purpurowej zbroi wyruszył w dalszą drogę.

#### Młody rycerz na zamku Blanchefleur

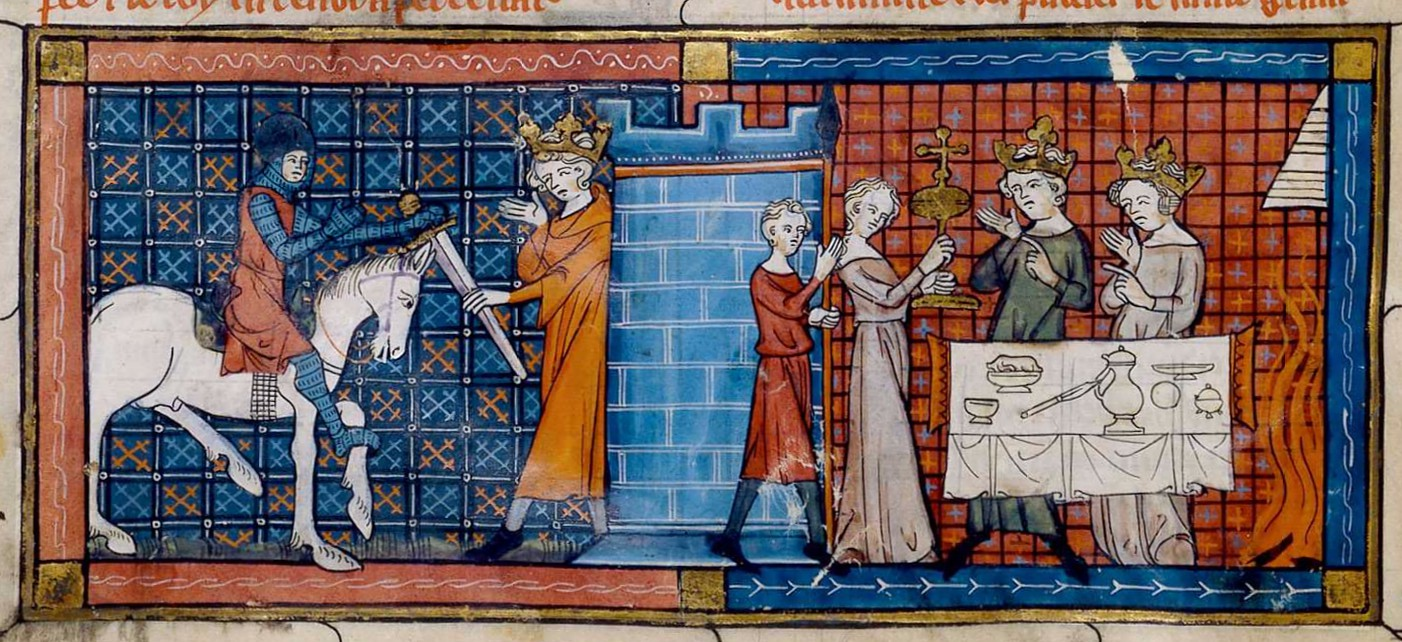
Sceny z Percewala: Percewal otrzymuje miecz od króla-rybaka. Podczas uczty widzi Graala. Manuskrypt z ok. 1330 roku

Z Goortu młodzieniec trafił pod mury zamku Beaurepaire stojącego w pustynnej okolicy. Chuda i blada panna zaprosiła go w gościnę. Czterech trabantów powiodło rycerza przez zrujnowane miasto. Ubogą wieczerzą podjęła go piękna i smutna pani zamku, Blanchefleur. Podczas wieczerzy młody rycerz pomny na nauki swego mistrza nie zadał, ku zmartwieniu wszystkich obecnych, żadnych pytań. W nocy piękna panna przyszła do jego komnaty, by zwierzyć mu się ze swoich trosk. Od zimy Anguingueron, seneszal Calmadeu z Wysp, oblegał jej zamek. Z trzystu dziesięciu rycerzy zostało już tylko pięćdziesięciu. Jutro zamek będzie się musiał poddać, a wtedy jego pani popełni samobójstwo, żeby nie wpaść w ręce wroga. Młodzieniec pocieszał strapioną do rana. Rankiem wsiadł na konia i mimo protestów Blanchefleur wyruszył przeciw Anguingueronowi. W bezpośrednim starciu strącił go z konia, a na prośbę o litość postanowił odesłać go w niewolę do króla Artura.
Zwycięski powrócił na zamek. Dzień cały spędził z piękną Blanchefleur wymieniając z nią pocałunki i pieszczoty. Tymczasem pod zamek przybył Clamadeu z Wysp pewny zwycięstwa Anguinguerona. Kiedy się dowiedział o losach oblężenia, za radą swego mistrza postanowił zająć pogromcę Anguinguerona walką z dwudziestoma przedniejszymi rycerzami, a w tym czasie uderzyć na nie spodziewających się niczego obrońców na czele czterystu rycerzy i tysiąca pachołków. Powiadomiony o kolejnym oblężeniu młody rycerz wypadł na stających przeciw niemu rycerzy, jednak spostrzegłszy zasadzkę wycofał się do zamku. Spuszczona na atakujących brona powstrzymała natarcie. Clamadeu musiał odstąpić. Postanowił wówczas wziąć zamek głodem. Tego samego dnia jednak silna burza sprowadziła pod zamek okręt załadowany żywnością. Plan wzięcia zamku głodem spalił na panewce. Clamadeu wyzywał wówczas rycerza w purpurze na pojedynek. Mimo błagań Blanchefleur, która obawiała się o życie ukochanego, młodzieniec przyjął wyzwanie. W strasznym starciu pokonał Clamadeu i jak wcześniej Anguinguerona, odesłał go do króla Artura. Wcześniej zobowiązał go, by wypuścił z niewoli wszystkich jeńców i odtąd zawsze stawał w obronie pani z Beaurepaire.
Do przebywającego w walijskim Dinasdaron przybyli w dzień Zielonych Świątek najpierw Anguingueron, a następnie Clamadeu. Clamadeu zdawszy sprawę z czynów Purpurowego Rycerza, przekazał również, że jeśli tylko Bóg mu pozwoli przybędzie on pomścić na Keu zniewagę jaką wyrządził śmiejącej się pannie.
Tymczasem młody rycerz opuścił po uczcie pogrążoną w żalu i gniewną Blanchefleur, niespokojny o matkę. Przyrzekł, że na pewno powróci.

#### Percewal w zamku Graala

Panna ze świętym Graalem. Obraz Rossettiego. 1874

W dalszej drodze rycerz dotarł nad rzekę, przez którą nie umiał się przeprawić. Rybak w łodzi poradził mu, by udał się do jego zamku. Istotnie po wspięciu się na szczyt wzgórza ujrzał przepiękny zamek Czterech giermków zaprowadziło go od bramy do komnaty właściciela, przykutego z powodu choroby do łoża. W trakcie rozmowy giermek wniósł miecz, dzieło znakomitego mistrza, który pan zamku podarował młodzieńcowi. Nieco później przez komnatę przeszedł giermek z włócznią, z której ciekła krew, za nim szli dwaj giermkowie ze świecznikami, za nimi piękna panna z Graalem wykonanym z czystego złota i wysadzanym szlachetnymi kamieniami, za nią znowu szli giermkowie, a na końcu panna niosąca tacę ze srebra. Cały pochód przeszedł przez komnatę i zniknął w sąsiedniej. Młodzieniec pomny na nauki swego mistrza nie zapytał, co znaczy ten pochód. Następnie pan zamku nakazał nakryć do wieczerzy. W czasie posiłku przy każdym daniu przez komnatę przechodziła panna z Graalem. Również wówczas młodzieniec nie zapytał komu go podają. Postanowił zapytać o to nazajutrz służby.
Następnego ranka nie zastał w zamku nikogo. Ubrał się więc i nie znalazłszy nikogo również na podwórcu wyjechał po zwodzonym moście. Most zatrzasnął się za nim, choć nadal nie mógł dostrzec nikogo, kto by go podniósł. Jadąc śladami myśliwych z zamku spotkał piękną pannę płaczącą pod dębem nad zwłokami ukochanego. Panna wyjaśniła mu, że właścicielem zamku jest król-rybak, król raniony w bitwie, który z powodu swej choroby nie może się poruszać i dla rozrywki każe się nosić do łodzi i wypływa, by łowić ryby. Panna zapytała też młodzieńca czy widział włócznię i Graala i czy zapytał dokąd były niesione. Rycerz zapytany o imię, chociaż go nie znał odpowiedział, że zwą go Percewalem z Walii. Panna obwieściła mu, że odtąd zwać go będą Percewalem Nieszczęsnym, ponieważ nie zapytał o Graala, dzięki czemu kaleki król mógłby odzyskać władzę w nogach i władzę nad swą krainą. Ujawniła mu również, że z jego winy umarła jego matka oraz zapowiedziała, że miecz, który dostał na zamku Graala, rozpadnie się na kawałki w pierwszej walce, a żeby go naprawić będzie musiał dotrzeć do jeziora Cotatre, gdzie kowal Trebuchet, ten który go wykonał, przekuje go na nowo.

#### Percewal i Pyszałek z Równi
Po rozmowie z piękną panną spod dębu, swą kuzynką, Percewal wyruszył w ślad za wiarołomnym rycerzem, zabójcą jej ukochanego. Po niedługim czasie dostrzegł przed sobą niezwykle chudego i mizernego konia, a na nim nieszczęsną pannę w podartej i połatanej sukni, ze zwichrzonym włosem. Rycerz pozdrowił ją dwornie. Ona jednak zaczęła go błagać, by uchodził co prędzej, bo rycerz, który jest jej opiekunem, i który skazał ją na taką poniewierkę, dopiero co zabił za pozdrowienie nieznajomego na drodze. Kiedy jeszcze rozmawiali z lasu wyłonił się Pyszałek z Równi i zapowiedział Percewalowi śmierć. Przed walką opowiedział mu też, że każe tak swą umiłowaną za to, że dała skraść walijskiemu pacholęciu pocałunek i pierścień, a pewnie i o wiele więcej. Percewal przyznał, że to on siłą skradł i całusa i pierścień. Po cym przyszło do walki, w której pokonany Pyszałek poprosił pardonu. Percewal, pomny na naukę swego mistrza, obiecał mu łaskę jeśli Pyszałek okaże ją swej przyjaciółce, nadto nakazał mu w pełnej zbroi udać się na dwór króla Artura, opowiedzieć mu całą przygodę, a pannie, która się do niego uśmiechnęła przekazać, że ślubował nie pojawić się na dworze króla, dopóki nie pomści jej zniewagi. Kiedy Pyszałek stawił się w Karlionie przed królem i przekazał mu i królowej swoje posłanie, król ślubował, że nie zazna spokoju w królewskich komnatach, dopóki nie ujrzy nieznanego mu z imienia rycerza.

#### Krople krwi na śniegu

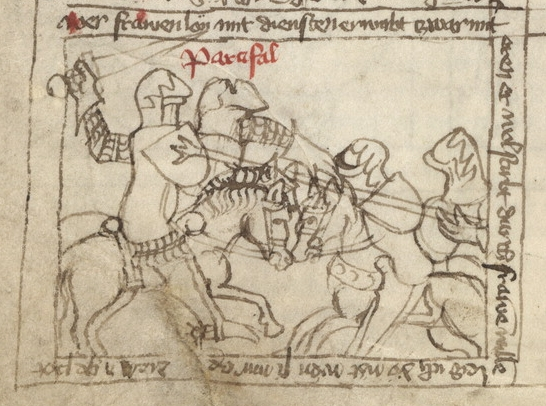
Percewal. XV-wieczny manuskrypt. Waszyngton

Jakoż cały dwór wyruszył na poszukiwania. Nad ranem pod obozem królewskim zjawił się Percewal, który zatrzymał się i zapatrzył w trzy krople krwi na śniegu, które mu przypomniały rumieniec na twarzy jego pięknej przyjaciółki Blanchefleur. Tak zastali go rankiem słudzy królewscy. Zaraz się porwał Sagremor Szalony i przysiągł królowi, że sprowadzi go po dobrej woli lub pod przymusem. Ponieważ Percewal, zamyślony, nie odpowiadał na pytania Sagremora, ten, urażony, natarł na niego i przypłacił to wybiciem barku. Skoro koń Sagremora powrócił do obozu królewskiego, sprowadzenia Percewala podjął się Keu. On również zapłacił za swą porywczość wysadzeniem z siodła i złamaniem ręki, jak mu to zapowiedział błazen królewski. Jako trzeci podjął się misji za obozem synowiec królewski, dworny pan Gowen. Percewal, który ocknął się z zamyślenia, chętnie przyjął jego zaproszenie na dwór królewski. Stanął przed Arturem i objawił mu swoje imię, po czym pozdrowił dwornie królową i pannę o pięknym uśmiechu.

### Przygody Gowena

#### Gowen i panna o kusych rękawkach
Na dworze króla Artura pojawiła się bardzo szpetna kobieta, która zarzuciła Percewalowi, że z powodu jego milczenia przed Graalem spadną na kraj wielkie klęski. Przed odjazdem zachęciła rycerzy do podjęcia przygód. Pan Gowen podjął się przyjść na pomoc pannie oblężonej w zamku Montesclaire, Gilfred syn Do, podążyć na Dumny Zamek, Kahedyn na Górę Boleści. Percewal przyrzekł, że nie spędzi dwóch nocy w jednym miejscu dopóki nie odnajdzie Graala. Pięćdziesięciu rycerzy ślubowało, że wyruszą na poszukiwanie przygód. Zanim jeszcze wyruszyli przed królem zjawił się Guiganbresil, oskarżył Gowena, że zabił mu ojca bez słowa wyzwania i wyzwał go na walkę za czterdzieści dni przed królem eskawalońskim.
Pan Gowen wyruszył w drogę i dotarł pod zamek tyntagielski. Tybald z Tyntagielu organizował właśnie turniej, w którym miał się odznaczyć zakochany w jego starszej córce Meliant z Liz. Gowen, obawiając się aby nie poniósł w turnieju uszczerbku i nie dotrzymał terminu walki z Guiganbresilem, wstrzymał się od udziału w pojedynkach, narażając się na drwiny siedzących na widowni dam. Starsza córka Tybalda, zachwycona przewagami Melianta, wychwalała go przed zgromadzeniem, gdy się jej sprzeciwiła młodsza siostra, w sukni z kusymi rękawkami, spoliczkowała ją. Wieczorem młodsza siostra poprosiła Gowena, by następnego dnia wziął udział w turnieju jako jej rycerz. Przed walką dała mu nowy purpurowy rękawek. Gowen strącił z konia Melianta, a jego wierzchowca podarował pannie o kusych rękawkach. Pokonał jeszcze kilku innych rycerzy. Po zakończonym turnieju ślubował pannie o kusych rękawkach dalszą wierną służbę, wyjawił też, zapytany swoje imię, po czym ruszył w dalszą drogę.

#### Gowen oblężony od pospólstwa
W dalszej drodze Pan Gowen spotkał rycerza, który zachęcił go, by udał się do jego zamku i do czasu jego powrotu dotrzymał towarzystwa jego siostrze. Siostra mile powitała Gowena. Podczas serdecznej rozmowy do komnaty wszedł lennik i rozpoznał w Gowenie zabójcę pana zamku, ojca panny. Podburzył przeciw niemu pospólstwo. Mieszczanie przypuścili szturm na wieżę, w której znajdował się Pan Gowen. Rycerz, wspierany przez swą towarzyszkę, którą wiązało słowo brata, odparł atak. Wówczas rozjuszeni napastnicy postanowili podkopać fundamenty i zwalić wieżę wraz ze znienawidzonym wrogiem. Bezskutecznie próbował ich powstrzymać Guiganbresil, który właśnie nadjechał, a kiedy jego wysiłki nie dały rezultatu udał się pospiesznie po pomoc do króla eskawalońskiego, brata oblężonej w wieży wraz z Panem Gowenem panny. Król rozkazał ludowi się rozejść. Ponieważ zaprosił Gowena w gościnę, nie mógł teraz nastawać na jego życie, za radą swego zausznika, przesunął jednak termin pojedynku o rok, aby zaś przysporzyć zabójcy swego ojca trudów, przez ten rok nakazał mu szukać krwawiącej włóczni, o której napisano, że przez nią dozna zagłady cała ziemia Logres, dawna ziemia Ludojadów. Pan Gowen przysiągł szukać włóczni i odprawiwszy służbę, sam jeden, na swym koniu Gringalecie, odjechał na poszukiwania.

#### Percewal czyni pokutę
Opowieść powraca tymczasem do Percewala. Minęło pięć lat, w czasie których rycerz pokonał sześćdziesięciu rycerzy, ale zapomniał całkiem o Bogu. Któregoś dnia natknął się na orszak trzech rycerzy i dziesięciu dam idących z pielgrzymką od świętego pustelnika. Percewal dowiedziawszy się, że właśnie jest Wielki Piątek, dzień Męki Chrystusowej, zapragnął sam udać się do tego pustelnika. W drodze doznał skruchy i poprosił pustelnika o pokutę za wyrządzone zło z powodu niezadanych pytań w zamku króla-rybaka. Pustelnik odsłonił mu, że źródłem jego smutku i milczenia w obliczu Graala, było cierpienie jakiego przyczynił swej matce, która z bólu umarła. To grzech poraził mu język. Pustelnik wyjawił mu też, że ten któremu podają pokarm z Graala to jego brat, a matka Percewala była jego siostrą; przykuty do łoża król Graalowy zaś od piętnastu lat żywi się samą Hostią. Pustelnik zadał swemu siostrzeńcowi pokutę: ma codziennie odwiedzać kościół i zostawać w nim do końca Mszy, czcić zacnych mężów i niewiasty, wstawać przed kapłanem, służyć w potrzebie pannom, wdowom i sierotom. Przez następne dwa dni Percewal pościł wraz ze swym wujem, który w tym czasie nauczył go modlitwy pełnej imion Bożych, wśród których było i takie, którego ludziom nie wolno wymawiać, chyba w niebezpieczeństwie śmierci. W Niedzielę Wielkanocną Percewal przyjął Komunię świętą.

#### Niedobra panna – Pan Gowen traci konia

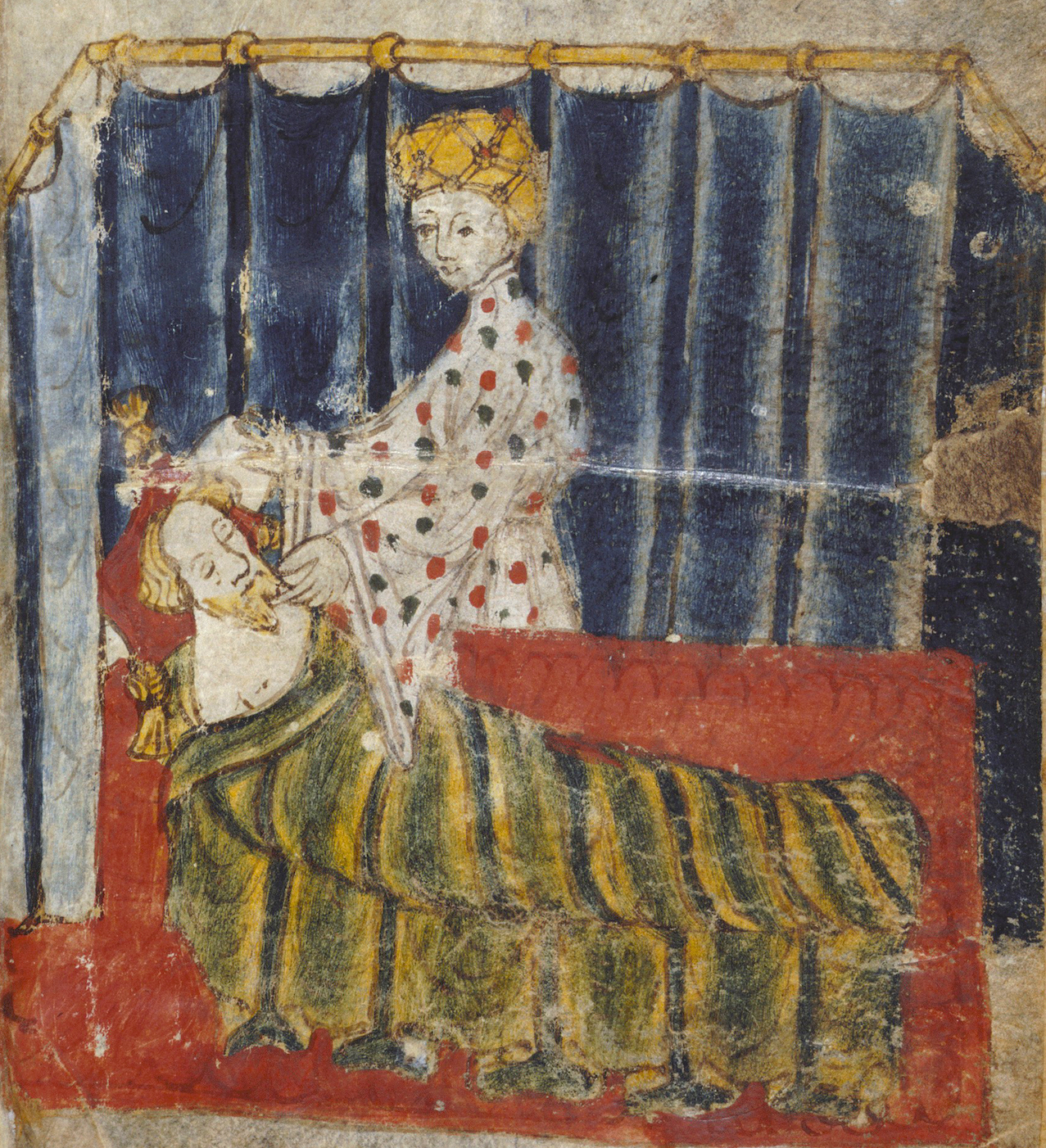
Piękna pani kusi Gowena

Opowieść powraca do Pana Gowena. W swojej dalszej drodze rycerz spotykał pannę rozpaczającą pod dębem nad swoim miłym ciężko ranionym w głowę. Ranny zaklinał Gowena, by nie szedł dalej i nie przekraczał granic Galwoi, krainy, z której nikt nie wraca żywy. Skoro jednak Gowen nie cofnął się przed niebezpieczeństwem prosił go, by jeśli wyjdzie żywy z przygody, w drodze powrotnej sprawdził czy zastanie go żywego. Wkrótce Pan Gowen trafił do pięknego zamku, gdzie znalazł na dziedzińcu pod wiązem piękną pannę. Chciał ją porwać na konia, panna zgodziła się mu towarzyszyć, jeśli przywiedzie jej z ogrodu wierzchowca. Rycerz przeszedł po wąskiej kładce i napotkał tłum, który przeklinał piękną pannę i przestrzegł go, by nie tykał konia. Kiedy dociera do wirydarza, ogromny rycerz ostrzegł go przed nieszczęściami jakie sprowadzi nań wzięcie konia. Pan Gowen, nieprzestraszony przyprowadził konia pannie, a ona wsiadłszy na wierzchowca zaczęła mu urągać, przyrzekając, że pojedzie za nim wszędzie, póki nie ujrzy jego hańby.
W drodze powrotnej Pan Gowen nazbierał ziela, które mogłoby uleczyć rannego rycerza. Rycerz odzyskawszy siły, poprosił Gowena, by mu podprowadził konika, na którym nadjeżdżał wyjątkowo szpetny giermek. Chciał bowiem udać się do pobliskiego kapłana i wyspowiadać się, aby się uwolnić od napaści czartów. Gowen posłany obrażony przez giermka, zwalił go z mierzyna i podprowadził konia rycerzowi. Kiedy pomagał wsiąść na norweskiego konia jego pannie, ranny rycerz odzyskawszy wzrok, rozpoznał Gowena i zabrał mu jego konia. Ujawnił, że jest Greorrasem, który zadał gwałt pannie i został za to przez Gowena zmuszony do jedzenia przez miesiąc z psami z rękami zawiązanymi na plecach. Teraz odpłacił mu za zniewagę. Po odjeździe obojga towarzysząca Gowenowi panna naśmiewała się z niego.

#### Gowen u przewoźnika
Po długiej drodze Pan Gowen i zła panna dotarli nad rzekę, nad którą stał piękny zamek, a w jego oknach siedziało pięćset pięknych panien. Zła panna weszła do łodzi i poradziła Gowenowi zrobić to samo. Zobaczyła bowiem nadjeżdżającego na Gowenowym Gringalecie rosłego brata Greorrasa i nakłaniała go, by się nie ośmieszał i nie stawał do walki na tak lichym koniu. Pan Gowen ruszył jednak do walki przeciw niemu, kiedy stanął w strzemionach, jedno z nich się urwało, a mierzyn stanął w miejscu. Gowen strącił nacierającego przeciwnika, a gdy dosiadł swego rumaka na brzegu zjawił się przewoźnik, który zażądał od zwycięzcy konia, który mu się zgodnie z tutejszym prawem należy od każdego zwycięzcy w pojedynku. Ostatecznie zadowolił się rycerzem, pokonanym przez Gowena. Zapytany o złą pannę, która tymczasem zniknęła, przewoźnik powiedział Gowenowi, że jest ona gorsza od czarta, sprowadziła bowiem w tej przystani śmierć na wielu rycerzy. Na zaproszenie przewoźnika Gowen udał się w gościnę do jego chaty.

#### Łoże dziwów – Białowłosa królowa
Zapytany o zamek stojący naprzeciw, przewoźnik wyjaśnił Gowenowi, że wystawiła go tu piękna i mądra królowa, która przybyła w te strony z córką i wnuczką. Zamku broni czarodziejską sztuką pięćset kusz. Mieszka tam pięćset panien-sierot, pięćset niewiast, które opiekują się sierotami i pięciuset giermków uczących się rycerskiego rzemiosła. Czekają oni na rycerza, który pannom znajdzie mężów, niewiastom zwróci ich włości, a giermków pasuje na rycerzy. Musi on być jednak mądry, szczodry, niezawistny, piękny, szczery, odważny i wierny i musi nie znać strachu. Inaczej zginie. Pan Gowen był gotów udać się do zamku. Przewoźnik próbował go od tego odwieść, a gdy jego perswazje zawiodły, odprowadził go na miejsce. Pośrodku pustej sali stało złote łoże. Przewoźnik ostrzegł rycerza, żeby na nim nie siadał, ani go nie dotykał, każdy bowiem, kto to uczynił, zginął.

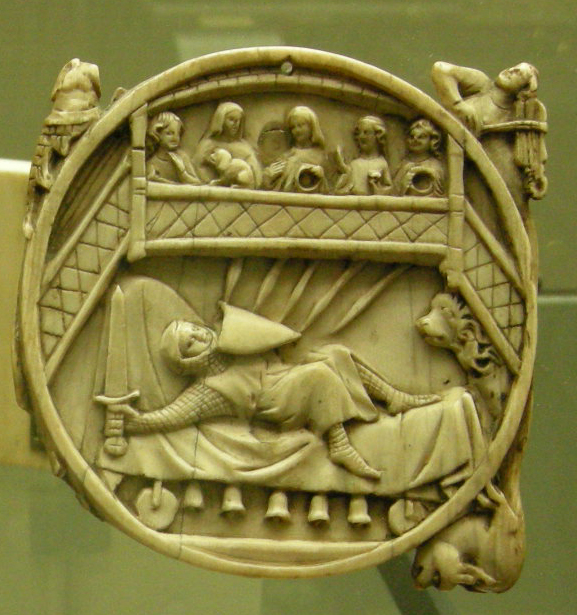
Pan Gowen na łożu dziwów. Rzeźba z kości słoniowej. XIV w.

Gowen jednak usiadł na łóżku, a wówczas zasypał go deszcz strzał, następnie rozwarły się drzwi komnaty i wypadł na rycerza wygłodzony lew. Pan Gowen jednym cięciem uciął mu głowę i dwie łapy. Wtedy ponownie zjawił się przewoźnik oznajmiając, że dzięki swemu męstwu zdjął z zamku ciążące na nim klątwy. Po nim nadeszły panny i uznały w nim swego władcę. Piękna Clarissant przyniosła mu szatę i zaproszenie na spotkanie z królową. Białowłosa królowa wypytała go o króla Artura i królową Ginewrę oraz o królów Lota i Uriena, po czym zaprosiła go na ucztę, podczas której zabawiało Gowena sto pięćdziesiąt pięknych panien i służyło stu pięćdziesięciu rękodajnych.

#### Niedobra panna – czarci bród
Z okna zamku Pan Gowen zobaczył niedobrą pannę w towarzystwie nieznanego rycerza i za zgodą królowej wyruszył jej na spotkanie. Kiedy tylko stanął na drugim brzegu rzeki, towarzyszący pannie rycerz zaatakował go. Został jednak wysadzony z siodła i oddany jako należność przewoźnikowi. Wówczas panna zażądała od Gowena nowej próby, przeskoczenia na koniu przez Czarci Bród. Gowen pokonał jednym skokiem bród i na drugim brzegu rzeki spotkał nieznajomego rycerza. Dowiedział się od niego, że panna była niegdyś jego przyjaciółką, porzuciła go jednak dla tego, którego Gowen właśnie pokonał. Następnie rycerze wymienili przyrzeczenia, że odpowiedzą na wszystkie zadane sobie pytania. Nieznany rycerz wyjawił, że gród leżący przed nimi nazywa się Orquelenes, a on sam jest Guiromelantem, że niedobrą pannę zwą Hardą z Logres, a pokonanego przez Gowena jej towarzysza – Pyszałkiem ze Skały o Ciasnym Wschodzie, która strzeże wrót Galwoi. Zapytany o miano zamku nad rzeką Guiromelant odmówił odpowiedzi, zgodził się jej udzielić, dopiero przekonawszy się, że Gowen zdjął czar z zamku. Wyjawił mu wówczas, że pani zamku to królowa Igerna, matka króla Artura, że jej córka to żona króla Lota, matka jego największego wroga, Gowena, którego ojciec zabił przed laty jego ojca i któremu przysiągł śmierć. Dowiedziawszy się, że ma Gowena przed sobą, Guiromelant wyzwał go na walkę za osiem dni na tym polu przed królem Arturem i jego dworem. Gowen zobowiązał się, że wyśle do króla specjalnego wysłannika.
Gowen jednym skokiem przesadził bród z powrotem i stanął przed piękną panną, która całkiem się zmieniła. Przyznała mu, że poprzez swoją złośliwość szukała przez lata śmierci z ręki, któregoś z rycerzy. Oszalała bowiem z rozpaczy po stracie ukochanego, którego zabił Guiromelant. Później bezskutecznie zabiegał o jej względy, przy pierwszej jednak sposobności umknęła od niego. Gowen zaprosił ją do zamku.

#### Wysłannik jedzie na dwór króla Artura
Królowa i wszystkie panny przyjęły z radością Gowena i jego towarzyszkę. Pan Gowen przysiadł się do swej siostry i przekazał jej pierścień od Guiromelanta. Clarissant zapewniła go jednak, że rycerz przechwalał się twierdząc, że ich miłość jest bardzo głęboka. Królowa i jej córka patrząc na oboje żywiły nadzieję, że Gowen poślubi wkrótce Clarissant. Gowen tymczasem wysłał giermka do Orkanii z misją do króla Artura. Król zaś z żalu za Gowenem bliski był rozpaczy.
Na tym opowieść się urywa. Poecie nie udało się dokończyć przygód Pana Gowena ani doprowadzić Percewala do tajemniczego zamku.

## Charakterystyka utworu
W Percewalu naczelną ideą staje się wyrzeczenie dóbr doczesnych i nieustanny wysiłek skierowany na osiągnięcie łaski i nadziemskiego szczęścia, których symbolem jest święty Graal. Rycerstwo duchowe z Percewalem na czele, mimo potknięć i ułomności, dąży do doskonałości duchowej. Przeciwstawione mu rycerstwo ziemskie – dwór króla Artura z Gawajnem na czele – zajmuje się zwykłymi przygodami miłosnymi i rycerskimi podejmowanymi dla ziemskiej sławy. Ono też szuka znikającego zamku świętego Graala, ale nie wie i nie jest godne się dowiedzieć, że podstawowym warunkiem osiągnięcia celu jest wyrzeczenie się ziemskich dóbr, rozkoszy i sławy. Miłość schodzi tu na dalszy plan.
Ten przewrót badacze tłumaczą odwróceniem się poety od świata w przeczuciu nadchodzącej śmierci oraz wpływem nowego opiekuna poety, Filipa hrabiego Alzacji. Jest on jednak niewątpliwie przejawem szerszego zjawiska – schyłku renesansu łacińskiego na przełomie XII i XIII wieku. Pod naporem prądów religijnych i ascetycznych wychodzących ze środowisk miejskich i uniwersyteckich następuje wówczas regres ziemskiego i świeckiego ideału rycerskiego. Kolejne pokolenie uświadamia sobie dramatyzm ludzkiej egzystencji: konieczność walki z grzechem o zbawienie i opozycję istniejącą pomiędzy ziemskim szczęściem a świętością życia nadprzyrodzonego. W tym okresie nasila się także aktywność ruchów heretyckich: waldensów i katarów. Okruchy ich idei przeniknęły również do Percewala.
W opowieści o Percewalu Chrétienowi udało się niezwykle zręcznie połączyć element czarodziejski z natchnieniem chrześcijańskim. Utwór odznacza się subtelną analizą uczuć, mistrzowskim przeplataniem epizodów, płynną narracją i znakomitym stylem. Powiedziano o nim, że jest to jeden z najwspanialszych poematów światła i jasności ziemskiego, ludzkiego i niebiańskiego pochodzenia. Przede wszystkim jest to powieść problemowa o wychowaniu ludzkim, rycerskim i religijnym. Bohater, który z początku w uroczy sposób ulega głosowi prymitywnej, cielesnej natury, stopniowo poprzez upadki, próby, cierpienie, pokutę i nieustanny wysiłek wznosi się na szczyty ludzkiej szlachetności i doskonałości duchowej, nie tracąc przy tym ani siły fizycznej ani urody, ani wdzięku. Jest jednym z nielicznych w literaturze udanych bohaterów pozytywnych.

## GenezaPercewala
Źródła Percewala nie są dobrze znane. Pogląd głoszący, że utwór ma swoją genezę w twórczej imaginacji poety nie ma obecnie zbyt wielu zwolenników. Większość badaczy podaje w wątpliwość oryginalność Chrétiena jako poety. Różnią się jednak w poglądach na materiał, z którego czerpał.

### Wpływy polityczne
Porównanie tekstu Chrétiena z późniejszym nieco Parsifalem Wolframa z Eschenbach skłoniło niektórych badaczy do szukania inspiracji politycznych w obydwu tekstach. Chrétien związany poprzez swojego protektora z dworem królewskim w Paryżu, akcję swego utworu umieszcza w Bretanii wyspiarskiej (Wielkiej Brytanii), znajdującej się pod rządami Plantagenetów. W fakcie tym uczeni doszukują się śladów pretensji politycznych Kapetyngów również do tych terenów. I na odwrót, w tym, że akcja utworu Wolframa rozgrywa się w Bretanii kontynentalnej chcą widzieć wyraz propagandy Plantagenetów, domagających się praw do swych posiadłości w Normandii i Andegawenii. Dowodem na to, że Wolfram pozostawał pod wpływem Plantagenetów ma być fakt, że w swym utworze podaje, że korzystał z francuskiego utworu niejakiego Guyota Prowansala, w którego istnienie coraz więcej historyków wierzy (np. Wechssler).

### Folklor
Część uczonych szuka źródeł inspiracji poety w baśniach i podaniach ludowych. Wskazują oni na ludowe pochodzenie pewnych wątków Percewala. Albert Pauphilet wywodzi epizod ze świętym orszakiem Graala z baśni ludowej o zatopionym mieście i jego mieszkańcach, którzy proszą przypadkowego przechodnia, by pozwolił im wrócić do świata żywych. Osoba ta nie jest w stanie wykonać oczekiwanego gestu i okazja zostaje utracona. W tym ujęciu powieść o Percewalu byłaby beletryzacją tematu „straconej okazji”. Inna propozycja uznaje orszak za symbol jakiegoś ośrodka religijnego ukrywającego się za tajemnicą inicjacyjną. Nielogiczną śmierć króla graalowego po uzdrowieniu tłumaczy pradawnością tej tradycji, nierozumianej już przez poetę, wedle której inicjowany musi zabić inicjującego, by zająć jego miejsce. Jeszcze inni badacze twierdzą, że część utworu opowiadająca o przygodach młodego Percewala, osiłka, jest typową gawędą ludową o charakterze humorystycznym, która dopiero później została połączona z opowieścią o Graalu i legendami arturiańskimi.

### Literatura antyczna i średniowieczna
Wywodząca się od Charles’a Maurras’a i Alphonse’a Daudeta, a podjęta na przełomie XIX i XX wieku przez Josepha Bédiera, koncepcja powstania literatury francuskiej na bazie literatury łacińskiej, źródeł powieści każe szukać wyłącznie w literaturze, antycznej bądź średniowiecznej, francuskiej. Badacze tej szkoły wskazują na zależność Chrétiena od Eneidy, Tebaidy Stacjusza, Owidiusza i Horacego. Wśród autorów średniowiecznych wskazują na Galfreda z Monmouth autora Historii królów brytyjskich (1137) i Żywota Merlina, który za pośrednictwem Wace’a (1155) ukształtował legendy arturiańskie. Przeciwnicy tej szkoły podnoszą szereg kontrargumentów. Wskazują, że materia bretońska była znana we Włoszech już około 1115 roku. Jej istnienie w Anglii potwierdza William z Malmesbury (ok. 1125), a Galfred powołuje się w swej Historii na starsze źródła. W powieściach bretońskich występują motywy i nazwy nieznane obu kronikarzom. Wace, Maria z Francji, Tomasz z Anglii i sam Chrétien podkreślają rolę wędrownych rybałtów bretońskich w rozprzestrzenianiu się materii bretońskiej. U kronikarzy Artur jest energicznym królem, podczas gdy w powieściach bretońskich jest bierny. Współczesnymi reprezentantami tej szkoły są Ch.B. Lewis, J.O. Bruce, Faval i Guyer.

### Tradycje celtyckie
Najwięcej zwolenników ma obecnie pogląd o celtyckim pochodzeniu Percewala. Umiarkowani celtyści (Joseph Vendryès, Jean Marx, Margaret Schlauch, Loomis i Frappier) przyjmują, że oprócz źródeł celtyckich w powieści znalazły się też wątki antyczne, wschodnie, folklorystyczne i inne. Genezę opowieści widzą w Irlandii IV wieku, która szybko się schrystianizowała. Irlandzcy kapłani, stawszy się mnichami, zachowali tradycję iryjską, nadając jej kształt chrześcijański. Pielęgnowane w klasztorach tradycje antyczne spowodowały, że już wtedy mogły przeniknąć do legend iryjskich fragmenty mitów o Troi, Orfeuszu, Tezeuszu, Jazonie, Heraklesie. Tak przetworzone trafiły do Walii, gdzie po tragicznych walkach Celtów z najazdem anglosaskim ukształtowała się legenda o bohaterskim królu Arturze. Wzór dla tematyki Artura i Percewala widzą celtyści w irlandzkim bohaterze Cu Chulainnie i o wodzu Finnie i jego wojownikach.

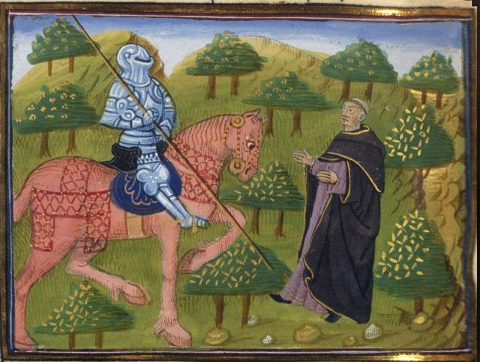
Gawajn i ksiądz (iluminacja z XV-wiecznego manuskryptu)

Celtyści znaleźli też liczne elementy celtyckie w poszczególnych epizodach powieści. Celtyckiego wzoru legendy Graala wprawdzie nie odnaleziono, wskazano jednak na liczne celtyckie szczegóły: „króla-rybaka”, trzy panny (panna z Graalem, krewna Percewala i Panna Obrzydła, które potem okazały się jedną osobą), postać Gawajna z jego atrybutami siły solarnej – wzrastającej ku południowi, a malejącej ku zachodowi, zaczarowany celtycki róg do picia, po francusku cor, co wskutek pomieszania ze starofrancuskim cors od łac. corpus (Christi) – tj. hostia, spowodowało, że nazwę zamku Corbenic – Błogosławiony Róg rozumiano jako Boże Ciało. Znane w folklorze „naczynie życzeń”, które pierwotnie żywi Józefa z Arymatei, a potem staje się naczyniem eucharystycznym. Początkowe przygody Percewala naśladują opowieść o młodym półbogu Cu Chulainnie.
Niektórzy celtyści (J. Marx, Frappier) odeszli od tropienia pojedynczych elementów celtyckich do ogólnej teorii zależności pomiędzy systemem wątków celtyckich a opowieściami. Wątki te odnoszą się do wierzeń w bogów, półbogów i wróżki uczłowieczonych w królów, bohaterów i tajemnicze panny. Świat zmarłych, duchów, widm i zjaw nie jest odcięty od żywych jak w chrześcijaństwie lecz pozostaje we wzajemnym kontakcie. Zaludniają go istoty telluryczne: karły, olbrzymy, gnomy, koboldy, elfy. Do panteistycznej wspólnoty z człowiekiem należą mówiące zwierzęta i zaczarowane przedmioty: znikające zamki, zaczarowana broń, głazy-talizmany. Postępowanie bohaterów określają stare pojęcia etyczne i relikty dawnych instytucji społecznych: np. poltach będący instytucją zobowiązującą władcę do obdarowania członków swojej drużyny, a obdarowanych do odsłużenia darów na życzenie władcy należnymi mu powinnościami.

### Wpływy orientalne
W Percewalu widoczne są też wpływy orientalne. W wątku Graala uczeni doszukują się repliki boga Thota. Król-rybak złożony magiczną niemocą może mieć początek w micie syryjskiej Kybele. Wskazuje się też na ślady perskich misteriów Mitry. Są też ślady arabskie, pośredniczące w przekazaniu motywów indyjskich, perskich, syryjskich lub egipskich.

### Chrześcijański apokryf
Niewątpliwie na legendę celtycką została w pewnym momencie nałożona starochrześcijańska legenda o Graalu. Jej pierwotna postać znajduje się w Ewangelii Nikodema, Zejściu do piekieł i u Honoriusza z Autun (początek XII wieku). Nie zostało dotąd ustalone gdzie i kiedy przedostała się ona do Europy i przybrała kształt znany z utworów XII wieku, ani kiedy i przez kogo została połączona z tematyką Percewala i legendami arturiańskimi. Dla Roberta z Boron, piszącego o pokolenie później Graal jest już na pewno naczyniem eucharystycznym. Być może jest już nim i dla Chrétiena skoro towarzyszy mu włócznia z Golgoty.

### Elementy gnostyckie
Niektórzy uczeni dopatrują się też w Percewalu elementów inicjacyjnych katarów – a więc pochodzenia azjatyckiego, sięgającego Persji i Indii – manichejskich i gnostyckich. Bohaterowie Chrétiena, podobnie jak „czyści” u katarów, mają dostęp do najwyższych tajemnic religijnych: wizji, spożywania hostii przechowywanej w świętym Graalu bez uprzedniej spowiedzi i bez pośrednictwa kapłana. Do celebracji liturgicznej dopuszczane są kobiety. Tytuł król-rybak jest jednym z określeń świętego Piotra, co zdaniem tych uczonych oznacza, że król graalowy może być naczelną postacią religii czy wyznania.

## Kontynuacje
Nie wiadomo jak Chrétien zamierzał dokończyć poemat. Około wieku później czterech poetów powróciło do pisania tej historii od miejsca, w którym Chrétien ją pozostawił. Doprowadzili Gawajna na Zamek Świętego Graala, ale pomimo rycerskiej doskonałości Gawajn, żyjący wiarołomnie z królową Ginewrą nie mógł zostać królem rycerzy świętego Graala. Inny z kontynuatorów doprowadza ponownie Percewala na Zamek Świętego Graala. Jeszcze inny opowiada o jego dalszych losach: o wyznaczeniu go królem i o jego śmierci. Być może również Chrétien zamierzała uczynić Percewala królem, skoro święty pustelnik, brat jego dziada, króla świętego Graala udzielił mu przebaczenia.

### Pierwsza Kontynuacja
Pierwsza Kontynuacja powiększyła powieść z 9 500 do 19 600 wersów (według manuskryptów). Została ona niegdyś przypisana pisarzowi Wauchier de Denain i dlatego nazywana jest czasami Pseudo-Wauchier. Istnieje wersja krótka, średnia oraz długa. Krótka jest najstarsza i najmniej połączona z utworem Chrétiena z Troyes. Roger Sherman Loomis wierzył, że wersja ta reprezentowała prawdziwą tradycję Graala, wyraźnie różniącą się od tej Chrétiena. Kontynuacja ta zawiera wcześniejsze przygody Gowena; jego matka i babcia odwiedziły Artura, ponieważ siostra Gowena, Clarissant, musiała poślubić Guiromelanta. Gowen sprzeciwiał się początkowo małżeństwu, ale pogodził się z Guiromelantem i dołączył do Artura żeby oblec razem z nim dwa zamki. Ostatecznie, odwiedza zamek Graala w trakcie jednej ze scen opisanej w godny podziwu sposób.
Dwie dłuższe wersje zawierają powieści widocznie od siebie niezależne, ale złączone z główną akcją. Bohaterem książki Caradoca jest rycerz Arturiański, wyjaśnia on w jaki sposób otrzymał przezwisko „krótkoręki”, druga opowiada przykre przygody brata Gowena, Guerreheta.

### Druga Kontynuacja
Niedługo po tym jak pierwsza Kontynuacja została ukończona, inny autor dodał 13 000 wersów do całości. Ta sekcja również została przypisana pisarzowi Wauchier de Dedain i rzeczywiście mogła od niego pochodzić. Stworzony zwłaszcza z przygód, ten dalszy ciąg powieści przedstawia Percewala wracającego z Zamku Graala i próbującego naprawić miecz Trebuchet. Jednakże, cienka szczelina utrzymywała się w ostrzu, co znaczyło, że dusza rycerza nie osiągnęła jeszcze doskonałości.

### Kontynuacja Gerberta
17 000 wersów zostało dodanych przez Gerberta. Autora, którego zazwyczaj identyfikuje się jako Gerberta z Montreuil. Stworzył on w tej samej epoce wersję niezależną od Manessiera. Napisał również zakończenie, ale zostało ono wykreślone w dwóch istniejących kopiach oraz w tradycji rękopiśmiennej. Natomiast to, co pozostało, zostało dołączone między drugą Kontynuację oraz dzieło Manessiera. Warto zwrócić uwagę, że Gerbert dołączył do swojej opowieści kompletny epizod o Tristanie, który nie istnieje nigdzie indziej.

### Kontynuacja Manessiera
Kontynuacja Manessiera (nazywana również trzecią Kontynuacją, ponieważ manuskrypty nie zawierają opowieści Gerberta) dodała 10 000 wersów i (ostatecznie) zakończenie. Manessier połączył dużą liczbę niedokładnych zakończeń pochodzących od poprzednich autorów. Zawarł w niej również wiele części zaczerpniętych z innych dzieł, włączając w to la Joie de la Cour, przygodę Ereca Chrétiena z Troyes i śmierć Enidy i Calogrenanty, taką jaką poznajemy w części poświęconej Queste del Saint Graal w cyklu Graal de Lancelot. Powieść kończy się śmiercią Króla Rybaka oraz wstąpieniem Percevala na jego tron. Po siedmiu latach, Percewal odchodzi, aby umrzeć w lasach. Manessier przypuszczał, że zabrał on ze sobą do nieba Graala, Włócznię oraz półmisek ze srebra.

## Wpływ

### We Francji

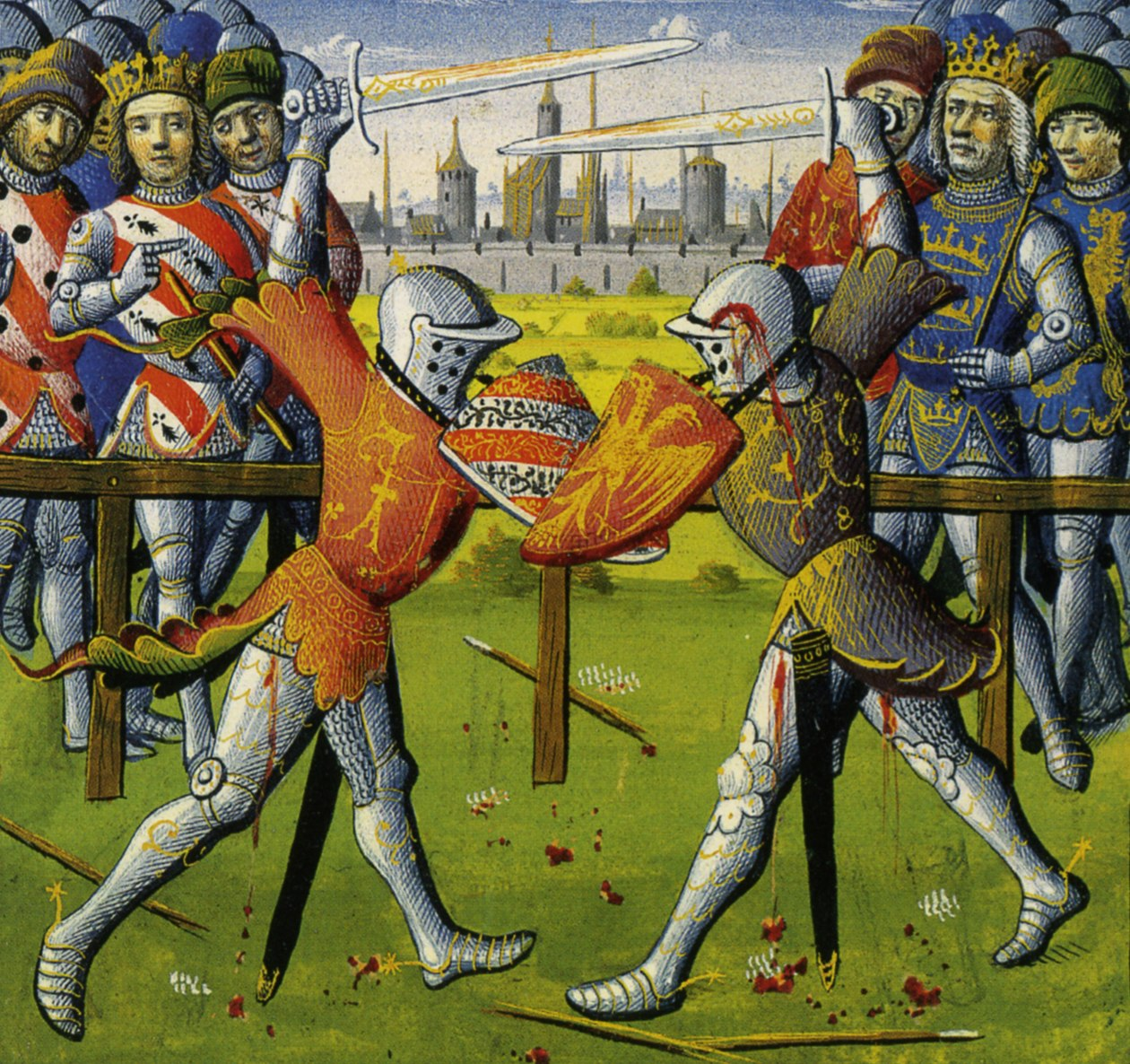
Turniej rycerski (iluminacja z XV-wiecznego manuskryptu)

Powieści Chrétiena znalazły bardzo żywy oddźwięk wśród współczesnych. Młodszy o jedno pokolenie Robert z Boron tworzy na przełomie XII i XIII wieku kilkuczęściowy poemat wierszem, z którego dochowały się jedynie fragmenty części pierwszej o Józefie z Arymatei i części drugiej o Merlinie zdradzonym przez wróżkę Wiwianę. Z zachowanych przeróbek prozą (Percewal Didota i Percewal w manuskrypcie z Modeny) wynika, że w trzeciej części autor idzie śladami chrétienowego Percewala, doprowadza go ostatecznie po raz wtóry na zamek i czyni królem. Ostatnią część poświęca królowi Arturowi: jego śmierci, tajemniczemu zniknięciu i upadkowi legendarnej Brytanii.
Robert tworzył w pobliżu klasztoru Luxeuil (założonego przez mnicha iryjskiego Kolumbana), ośrodka cysterskiego. Według Gilsona legenda Graala została pod wpływem cystersów tak przekształcona, by sławić Eucharystię, a Graal stał się zwornikiem całego cyklu – symbolem łaski, której natura i poszukiwanie zostały przedstawione według doktryny świętego Bernarda. Robert piszący pod opieką księcia Burgundii przeprowadził po raz pierwszy konsekwentną chrystianizację celtyckiej legendy. Ideą przewodnią staje się walka Chrystusa z szatanem o duszę człowieka w myśl idei cysterskich, a zwłaszcza też świętego Bernarda o przemienieniu eucharystycznym. Graal nie jest już jak u Chrétiena misą, lecz kielichem. Avalon nie znajduje się już na pogańskiej wyspie szczęśliwości lecz w pobliżu Autun lub Grenoble (w posiadłościach burgundzkich) albo w angielskim opactwie cystersów Gladstonbury, które nazywano również Avallon i gdzie jak twierdzili cystersi odnaleziono grób Artura. Podobnie, prawdopodobnie pod wpływem cystersów Robert połączył historię Graala w Ziemi Świętej z Brytanią – przeniósł relikwię do Anglii i włączył ją w ewangelizację Brytów.
Około 1210 roku powstaje powieść prozą Perlesvaus, uważana za jedną z trzech najwartościowszych dzieł o tym bohaterze w literaturze średniowiecznej. W utworze tym Percewal, Lancelot i Galahad walczą w obronie zamku świętego Graala, symbolu Nowego Zakonu przeciw panu Zamku Śmierci (symbolu starego zakonu, zakonu zła), wychodzą z niej zwycięsko, ale żaden z nich nie zostaje królem. Na zamek Graala przybywa król Artur i dostępuje wizji świętego Graala. Jego syn ginie skrytobójczo, a królowa Ginewra umiera z żalu. Percewal usuwa się ze świata na Zamek Czterech Rogów (Annwfn – celtyckie zaświaty). Królem Graala zostaje inny potomek Józefa z Arymatei. Po jego śmierci zamek popada w ruinę.
W latach 1215–1235 powstaje wielki cykl powieści zwany: Vulgatą, Wielkim Lancelotem lub Graal-Lancelotem. W wydaniu z 1913 roku liczy on sobie 2800 stron. Dzieło albo jednego autora czy redaktora, za którego uważano dawniej Waltera Mapa albo autora zbiorowego. Na cykl składa się 5 części:
1. Historia świętego Graala – rozgrywającej się w Ziemi Świętej,
2. Dzieje Merlina – w której, jak i w następnej, nie ma mowy o Graalu.
3. Historia Lancelota – i jego wiarołomnej miłości do królowej Ginewry, pełna fantastycznych zjaw, przygód i bohaterskich wyczynów, która otrzymuje ascetyczne zakończenie. Autor pod wpływem cystersów skłania swoich bohaterów do spowiedzi, przeprowadzonej według podręcznika cysterskiego i po ciężkiej pokucie rozgrzesza oboje. Ginewra idzie do klasztoru, a Lancelot umiera jako pustelnik. W nowym ascetycznym ujęciu historia o Lancelocie mogła stać się konsekwentną częścią ascetycznej całości[37].
4. Poszukiwanie świętego Graala – centralna część utworu ukształtowana w duchu Roberta z Boron, na którą składają się trzy fragmenty:
  1. Poszukiwanie świętego Graala przez rycerzy Okrągłego Stołu – królem zostaje nie Percewal, ale syn Lancelota i córki króla graalowego, święty młodzieniaszek, Galahad. Galahad jest przedstawiony jako figura Christi, jego czyny naśladują czyny Jezusa, sama postać rycerza nie traci jednak przez to żywości i serdeczności.
  2. Wyprawa i próby – Graala poszukują trzy rodzaje rycerzy. Galahad z każdym swoim czynem zaskarbia sobie coraz więcej zasług, Gawajnowi nic się nie udaje, natomiast Lancelot i Percewal wprawdzie pokutują, ich dusza się odmienia, ale nie dane jest im osiągnąć doskonałości.
  3. Nagrody – Galahad i Percewal wędrują do Ziemi Świętej, gdzie autor przeniósł Zamek Świętego Graala. Po pięciu latach poszukiwań Galahad dociera doń i w wizji poznaje tajemnicę przeistoczenia i umiera w zachwyceniu. Święty Graal i włócznia znikają w niebiosach. Rycerstwo traci rację swego istnienia. Percewal umiera jako pustelnik. W nowym ujęciu Graal nie jest już naczyniem eucharystycznym, ale symbolem łaski. Nagrodą zwycięzcy jest wizja najświętszych tajemnic wiary
5. Śmierć króla Artura – przedstawiająca tajemniczy koniec króla i tragiczny los rycerstwa Okrągłego Stołu i celtyckiego imperium. Cykl kończy się ponurą tragedią, rozczarowaniem, upadkiem i zniszczeniem[38].

Na przełomie XIV i XV wieku ukazuje się wielka kompilacja Percewala-Graala-Lancelota z kolorowymi ilustracjami. W 1488 roku zostaje ona wydana drukiem. W pierwszej połowie XVI wieku jest przedrukowywana jeszcze trzykrotnie, potem jeszcze raz, pod koniec wieku, w skróconej 160-stronicowej wersji, po czym wychodzi z mody ustępując miejsca wywodzącemu się z pnia arturiańskiego Amadisowi z Galii. François Rabelais w Pantagruelu księdze II rozdziale 30 i księdze IV rozdziałach 42 i 43 kpi sobie z rycerzy Okrągłego Stołu i Graala.

### We Włoszech
We Włoszech przed 1250 rokiem powstaje Proroctwo Merlina Richarda. Około 1270 roku Rusticiano da Pisa wprowadza wątki bretońskie do Wielkiej księgi o królu Meliadusie. Pod koniec XIV wieku powstaje kompilacja arturiańska Tavola Rotonda (1392).

### W Niemczech
Około 1210 Wolfram z Eschenbach pisze Parzivala, olbrzymią powieść poetycką (25 000 wierszy), opartą na dziele Chrétiena i nieznanego Guyota Provansala. Powstaje też opowieść o Lohengrinie, synu Percewala. W XV wieku Ulrych Fütrer zbiera całość arturiańskich przygód w wierszowanej kompilacji obejmującej przygody Percewala, Titurela, Iwajna, Lancelota i kilku innych.

### Na Wyspach Brytyjskich

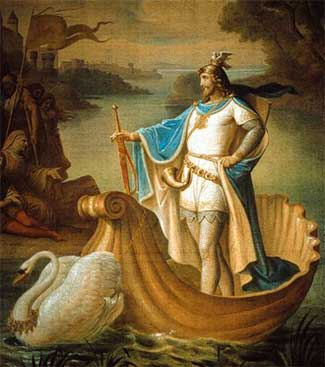
August von Heckel, Lohengrin, 1886

W Walii pojawia się przeróbka Percewala – Peredur. Pozbawiona jest jednak dworsko-rycerskiego charakteru. Ogranicza się do dziejów młodego Percewala. Zawiera okrutną wendettę rodową i lubuje się w krwawych obrazach, np. odciętej głowy zanurzonej w misie krwi to jest w Graalu.
Angielski Sir Percywelle z XIV wieku opowiada o zemście Percewala na zabójcach członków jego rodziny. Z XV wieku pochodzi wierszowany romans Le Morte Arthur i poetycka powieść Thomasa Malory’ego Śmierć Artura (Le Morte d’Arthur) uważana za jedno z arcydzieł literatury angielskiej.

### Odrodzenie zainteresowaniaPercewalem
Odrodzenie zainteresowania Percewalem na przełomie XVIII i XIX wieku rozpoczynają twórcy języka niemieckiego. W 1753 roku szwajcarski filolog Johann Jakob Bodmer opracowuje Der Parzival, a w 1755 Ganuret. Tematykę tę podejmują romantycy: Friedrich de la Motte Fouqué, Ludwig Uhland oraz Karl Immermann, autor dramatu Merlin (1832). Po Immermannie poemat prozą Merlin l’Enchanteur poświęca Merlinowi Edgar Quinet. Tematyka arturiańska staje się natchnieniem prerafaelitów: Rossettiego i Burne-Jonesa. Bohaterów arturiańskich opiewa też w królewskich idyllach (1859-1885) Alfred Tennyson. Na światowe sceny wątki związane z Percewalem wprowadzają dramaty muzyczne Richarda Wagnera: Lohengrin (1847) i Parsifal (1877). W 1914 roku dramat oparty na tej tematyce pisze Gerhart Hauptmann. W późniejszych latach Jean Cocteau pisze Rycerzy Okrągłego Stołu (1937), a Julien Gracq Króla-rybaka (1948).